# Novoiakîmivka, Melitopol
Novoiakîmivka (în ucraineană Новоякимівка) este un sat în comuna Novhorodkivka din raionul Melitopol, regiunea Zaporijjea, Ucraina.

## Demografie
Componența lingvistică a localității Novoiakîmivka
     Rusă (68,42%)
     Ucraineană (30,08%)
     Alte limbi (0,75%)
Conform recensământului din 2001, majoritatea populației localității Novoiakîmivka era vorbitoare de rusă (68,42%), existând în minoritate și vorbitori de ucraineană (30,08%).